# Harley-Davidson
Harley-Davidson, Inc. (NYSE: HOG obično skraćeno H-D ili Harley) ime je američke tvrtke koja proizvodi motocikle. Osnovana u gradu Milwaukee, Wisconsin tijekom prvog desetljeća 20. stoljeća i jedan je dva glavna proizvođača koji su preživjeli Veliku depresiju. Harley-Davidson je također preživio razdoblje loše kvalitete kontrole i natjecanja s japanskim proizvođačima tijekom 1980-tih.

## Povijest
Harley-Davidson je stvoren 1903. godine u obliku prvog jednocilindričnog motocikla, koji je zamišljen kao motor za utrke. C. H. Lang iz Chicaga otvorio je prvo predstavništvo novoosnovane tvrtke i tijekom godine uspijevao je prodati jedan od tri načinjena primjerka. Godine 1906., proširen je posao radi zahtjeva tržišta. Zaposleno je još šest radnika i tiskan je katalog proizvoda. Nakon godinu dana dolazi do procvata. Zaposleno je još 12 radnika, a veličina tvornice se udvostručila. Proizvodnja se popela na 150 primjeraka godišnje. Najveći kupac ovog motora u tadašnje vrijeme bila je američka policija, koja ga je smatrala savršenim za obavljanje svog posla.

### Prvi Harley
Godina 1909. je važna za povijest ovog motocikla, jer je stvoren prvi V-twin, obujma 1000 kubičnih centimetara, s kutom cilindara od 45 ° i 7 KS. Proizvedeno je 1.149 primjeraka tijekom te godine.
Tijekom sljedećih desetak godina tvrtka posluje s Američkom vojskom i svaki treći model je prodan vojsci. Za vrijeme Prvog svjetskog rata Oružane snage SAD-a koristila je oko 20 000 primjeraka ovog motora. Ovakvo tržište i materijalna sigurnost omogućavale su proizvođaču otvaranje 2 000 predstavništava u Americi i otvaranje izgledne prilike. Godine 1920. proizvodnja doseže do čak 28.189 primjeraka Harleya.

### Harley-Davidson iz 1928-e godine
Godine 1928. stvoren je prvi Harley Davidson, s twin-cam motorom te kočnicama i na prednjem kotaču. Ovakva konstrukcija omogućavala je brzinu od preko 135 km/h. Nadolazeće godine, poznate po velikoj ekonomskoj krizi, nisu zaobišle ni Harley Davidson. Kapaciteti su se drastično smanjili i tek 1933. godine tvornica uspijeva ostvariti dobit, poslujući sa samo 20 % kapaciteta. Godine 1943. umire Bill Harley, nakon sedam godina, i Arthur Davidson, a njihovi nasljednici ulažu sve napore u nastavak posla.

### Harley-Davidson 50-ih godina
Ovi napori su urodili plodom i 1958. U AMA prvenstvu, Carroll Resweber je osvajio prvi od četiri naslova zaredom s modelom Sportser, kojega je kasnije zamijenio Duo Glide s hidrauličkim stražnjim amortizerom. Po rasponu modela i marketinškom djelovanju, tvrtka je imala jedno od vodećih mjesta u Americi. Jedan od najjačih marketinških nastupa tog vremena bio je 1956., kada je kralj rock and roll-a snimio reklamu za Harley Davidson, objavljenu na naslovnici časopisa Enthusiast.
Šezdesete su bile doba inovacija. Koristio se fiberglas, električni starter i mnoga druga električna pomagala, potpomažući luksuz. Tih godina je došlo i do spontanog stvaranja još jednog dijela Harley Davidson imidža. Naime, vozači su masovno nosili crne kožne jakne. Kada se govori o imidžu, vozači su doživljavani kao odmetnici i ljudi na rubu zakona, za što je velikim dijelom zaslužan Marlon Brando, vozeći Harleya u filmu Wilde Ones.

## Harley image
Godine 1971. stvoren je cruiser, s jakim motorom i dobrim ovjesom. Dvije godine kasnije tvornica dobiva novi odjel za sastavljanje u Yorku, u Pennsylvaniji na površini od 400.000 kvadratnih stopa. Sjedište je ostalo u Milwaukeeu, a statistika kaže kako je proizvodnja 1975. iznosila 75 403 primjerka. Osamdesete su donijele najvećim dijelom image kakav je ostao nepromijenjen do prije dvije do tri godine. Početkom tih godina predstavljen je model FLT Tour Glide, koji je imao mjenjač s 5 brzina, lanac podmazivan uljem i motor s izoliranim vibracijama. Nakon predstavljanja dobiva naslov Kralj autoputa i postaje prethodnica današnjim modelima. Godine 1984. predstavljen je i legendarni V-twin od 1340 ccm, razvijan sedam godina, kojeg se može naći u nešto naprednijem obliku i u velikom broju modela koji se danas nalaze na cestama. Iste godine je nastao i Softail, koji je kao prvi od Harley Davidson  modela imao skrivene stražnje amortizere. Sredinom 80-ih tvrtka uspijeva izbjeći bankrot, puštajući na tržište dva milijuna dionica.

## Početak 80-ih
Tijekom posljednjih 15-ak godina nije se promijenilo puno. Tvrtka je zatražila zaštitu od jeftinijih japanskih konkurenata. Predstavljen je novi model Heritage Springer Softail, a sredinom 90-ih tvrtka odlučuje igrati na nostalgičare, kao najmnogobrojnije potencijalne kupce, ožviljavajući duh Harley Davidsona.
Pored tehničko - naprednih karakteristika, postoji nešto što Harley Davidson čini potpuno drukčijim od ostalih, a to je njegov zvuk. Ne postoji niti jedan drugi motocikl, koji proizvodi zvukove poput onih iz auspuha jednog Harley Davidsona. Razlog tome je konstrukcija motora, načinjenog tako da se između dvije ekspanzije, a korištenjem vakuuma, proizvodi taj jedinstven zvuk. Zaljubljenici u motore koji jednom čuju ovakav zvuk, sigurno ga ne zaboravljaju.